# فلوريان كريبز
فلوريان كريبز (بالألمانية: Florian Krebs)‏ هو لاعب كرة قدم ألماني، ولد في 15 نوفمبر 1988 في شباير في ألمانيا. لعب مع إس إس في أولم 1846 ونادي أوسنابروك ونادي هايدنهايم.

## وصلات خارجية
- فلوريان كريبز على موقع قاعدة بيانات كرة القدم.إي يو (الإنجليزية)
- فلوريان كريبز على موقع قاعدة بيانات كرة القدم.إي يو (الإنجليزية)
- فلوريان كريبز على موقع بيانات كرة القدم. دي إي (الألمانية)
- فلوريان كريبز على موقع عالم كرة القدم.نت (الإنجليزية)